# Göttinger Wald (Naturschutzgebiet)
Der Göttinger Wald ist ein Naturschutzgebiet in der niedersächsischen Stadt Göttingen im Landkreis Göttingen.

## Allgemeines
Das Naturschutzgebiet mit dem Kennzeichen NSG BR 161 ist circa 733,41 Hektar groß. Es ist vollständig Bestandteil des gleichnamigen FFH-Gebietes. Es grenzt an die Naturschutzgebiete „Bratental“ und „Stadtwald Göttingen und Kerstlingeröder Feld“ und ist ansonsten größtenteils von den Landschaftsschutzgebieten „Leinetal“, „Nordöstliche Göttinger Hochflächen“ und „Göttinger Wald“ umgeben. Teile des Landschaftsschutzgebietes „Leinetal“ gingen im Naturschutzgebiet auf. Das Gebiet steht seit dem 10. Juli 2019 unter Naturschutz. Zuständige untere Naturschutzbehörde ist die Stadt Göttingen.

## Beschreibung
Das aus vier Teilflächen bestehende Naturschutzgebiet liegt im Osten der Stadt Göttingen auf dem namensgebenden Mittelgebirgszug. Es stellt großflächige, auf Muschelkalk stockende Buchen- und Eichen-Hainbuchenwälder unter Schutz. Zusammen mit den angrenzenden Naturschutzgebieten sind große Teile der Waldgesellschaften auf dem Göttinger Wald naturschutzrechtlich geschützt.
Die Wälder im Naturschutzgebiet sind überwiegend naturnah ausgeprägt. Die Buchenwälder sind als Waldmeister- bzw. Orchideen-Buchenwälder ausgeprägt. Dominierende Baumart ist die Rotbuche. Dazu gesellen sich Bergahorn, Esche, Bergulme und je nach Ausprägung der Buchenwälder auch Vogelkirsche, Stiel- und Traubeneiche, Hainbuche sowie Feldahorn und Elsbeere. In der Krautschicht siedeln je nach Ausprägung unter anderem Waldbingelkraut, Bärlauch, Waldmeister, Buschwindröschen und andere Frühlingsgeophyten sowie Waldvögleinarten, Vogelfußsegge und Echtes Salomonssiegel. Die Eichen-Hainbuchenwälder werden von Stieleiche und Hainbuche dominiert. Dazu gesellen sich Feldahorn, Winterlinde, Vogelkirsche und Haselstrauch. In der Krautschicht siedeln unter anderem Waldlabkraut, Haselwurz, Frühlingsplatterbse und Leberblümchen. Die Wälder verfügen über einen hohen Alt- und Totholzanteil. Eine Besonderheit im Naturschutzgebiet sind Vorkommen des Grünen Besenmooses.
Das Gebiet ist Lebensraum unter anderem der Spechtarten Schwarzspecht, Mittelspecht, Kleinspecht, Grauspecht, Grünspecht sowie des Wendehalses. Fledermäuse sind unter anderem durch das Große Mausohr vertreten. Die Wälder beherbergen die Wildkatze und sind Lebensraum des Kammmolches.